# Comté de Teton (Wyoming)
Pour les articles homonymes, voir Comté de Teton.
Le comté de Teton est un comté de l'État du Wyoming dont le siège est Jackson. Selon le recensement de 2010, sa population est de 21 294 habitants.

## Économie
Un rapport Bloomberg datant de 2019, citant le Bureau des analyses économiques, indique que le revenu annuel moyen par tête à Teton est de 252 000 $, soit le plus élevé du pays. Ce score est en partie imputable aux résidents de la ville de Jackson, dont une vallée abrite des maisons parmi les plus onéreuses, incluant Bill Gates, Kanye West, Christy Walton, Sandra Bullock et Harrison Ford,,.

## Politique
Le comté de Teton est considéré comme une « île bleue » (couleur du Parti démocrate), dans l'un des États les plus républicains du pays.

## Photos

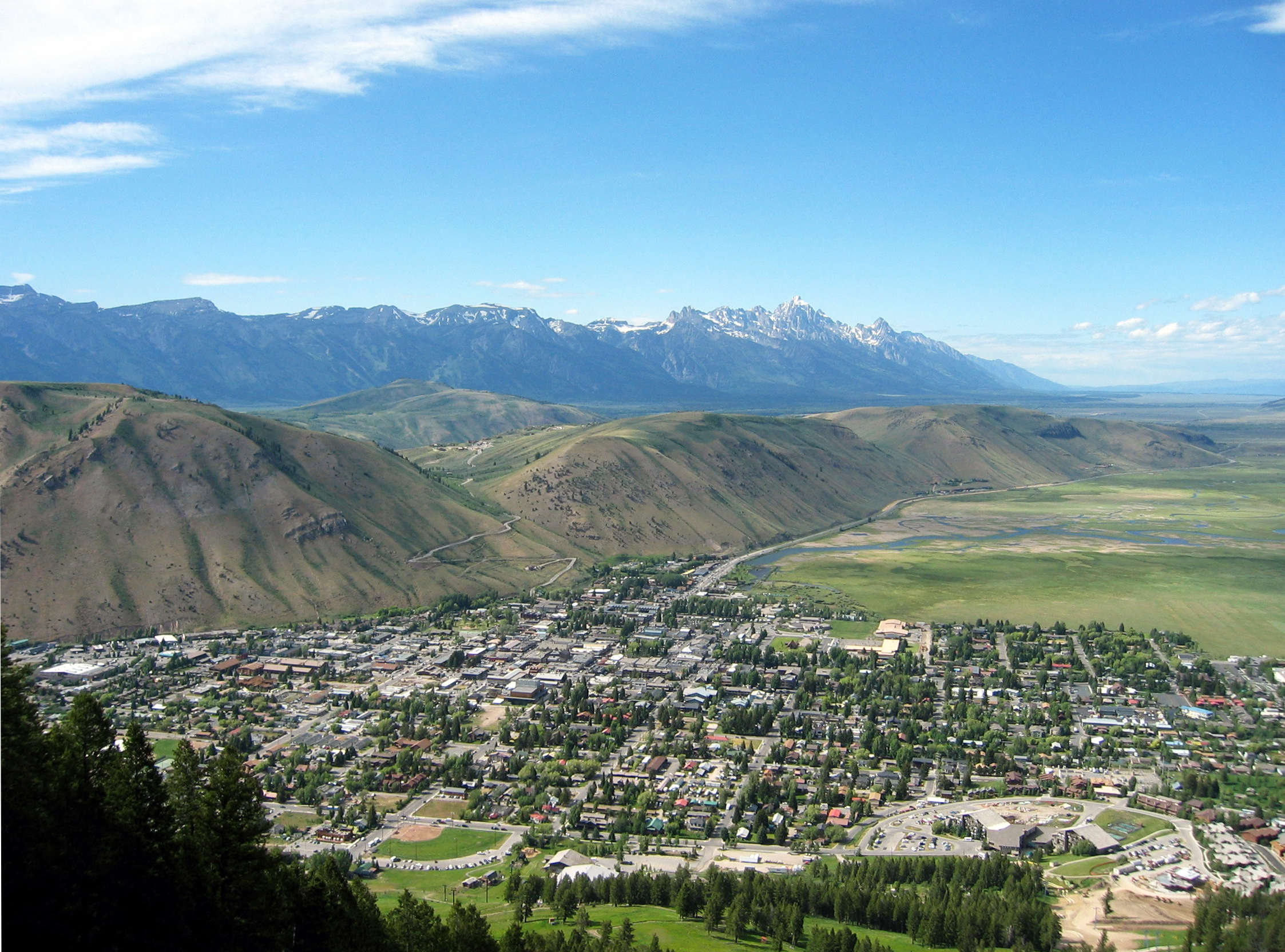
Jackson.
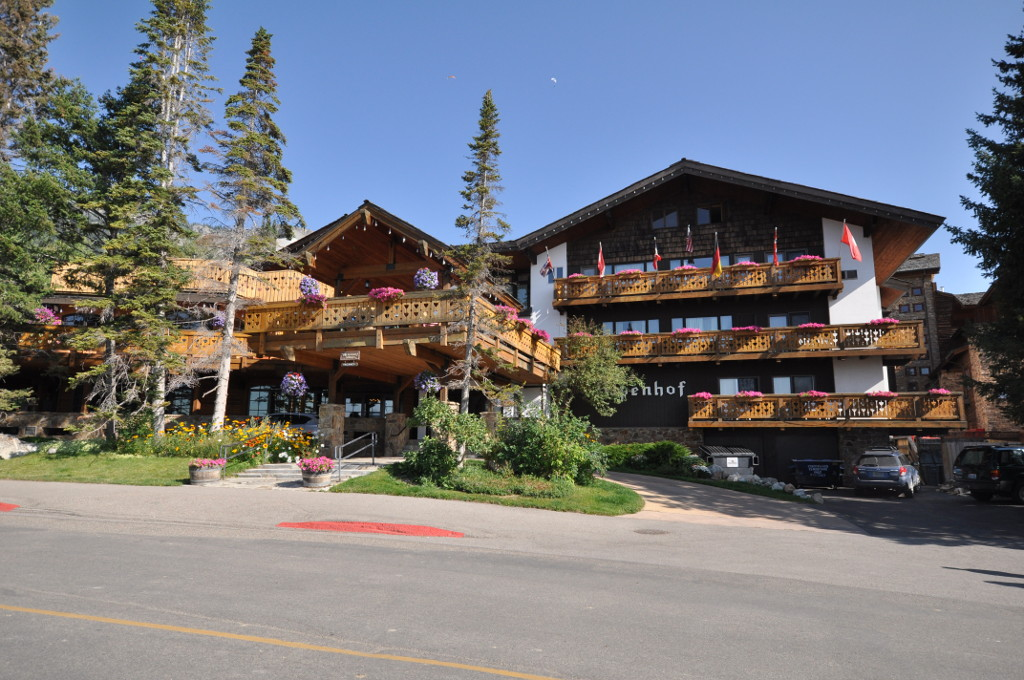
Alpenhof Lodge, un hôtel situé à Teton Village.
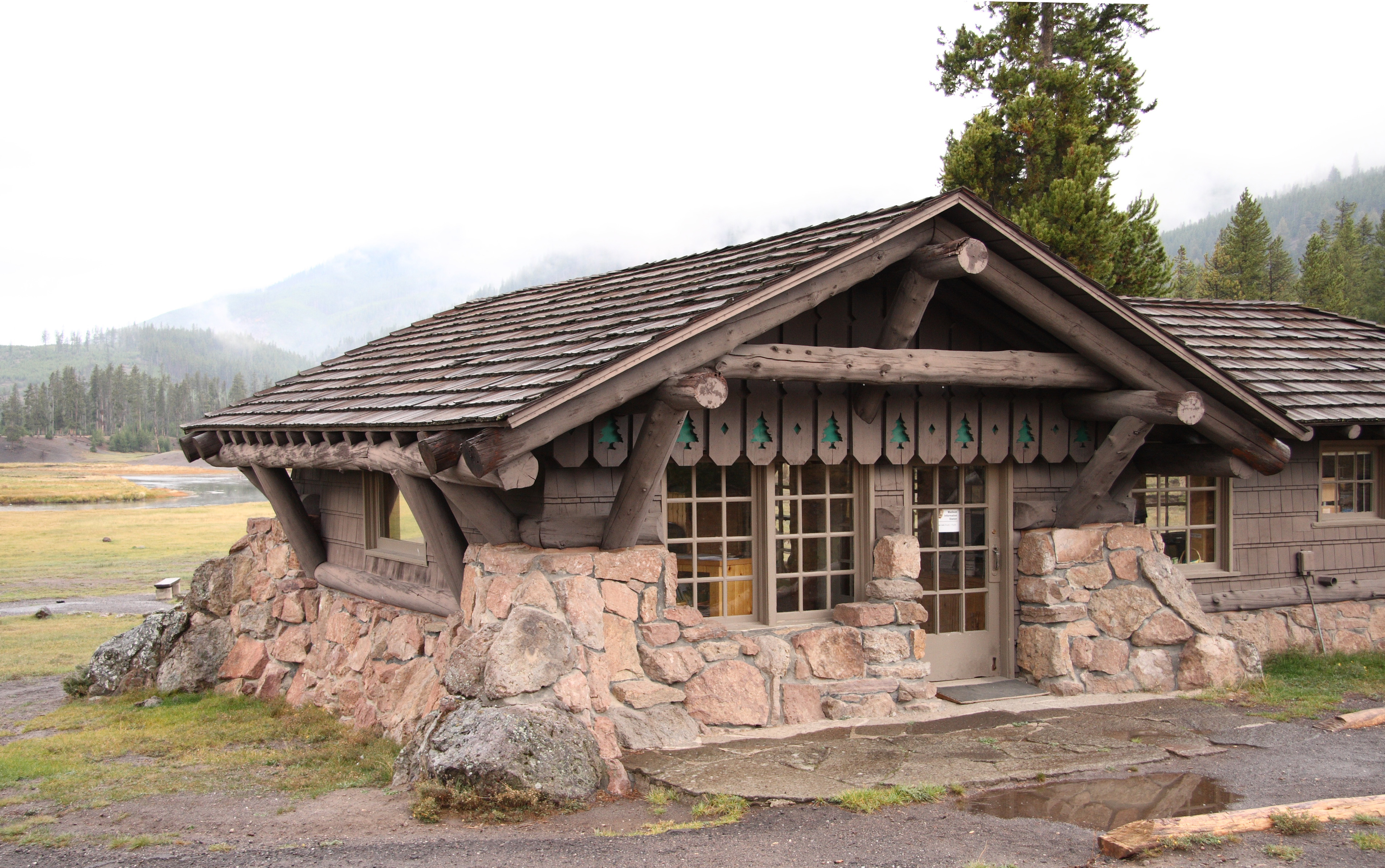
Le Madison Museum, dans le parc national de Yellowstone.
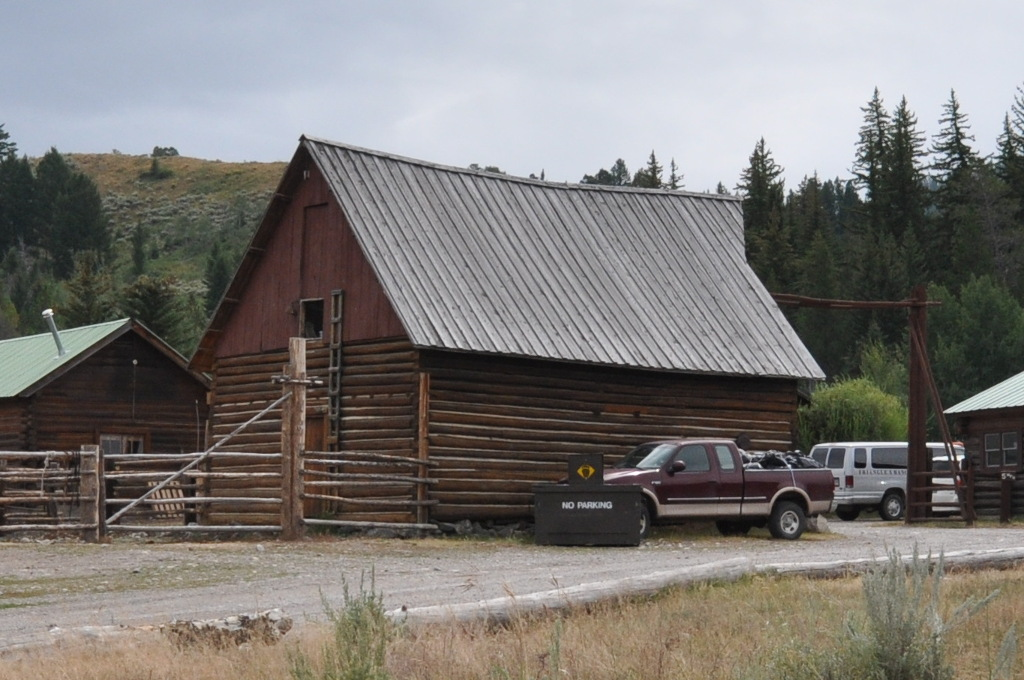
Triangle X Barn.
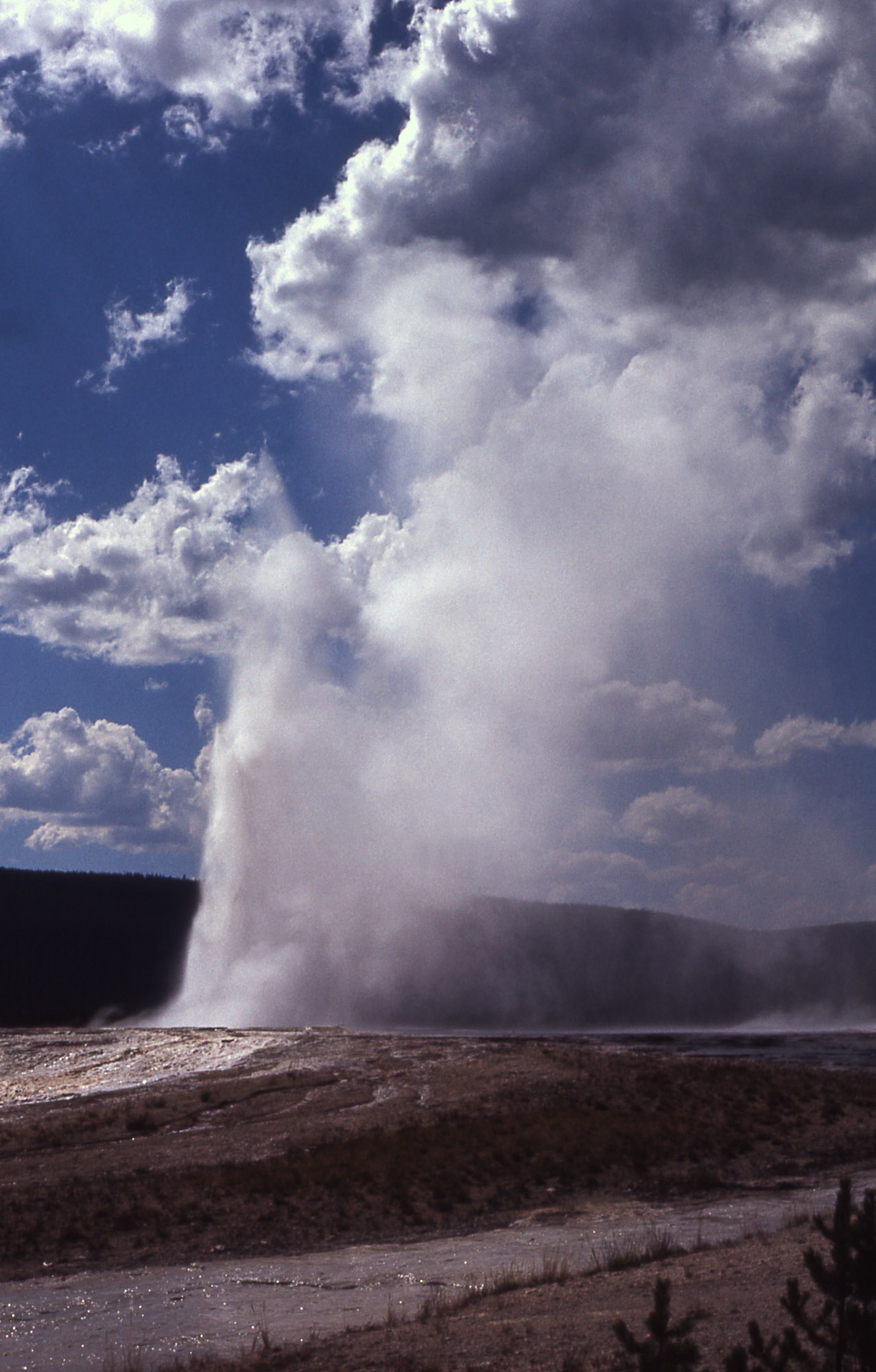
Éruption de Giantess Geyser (1970).
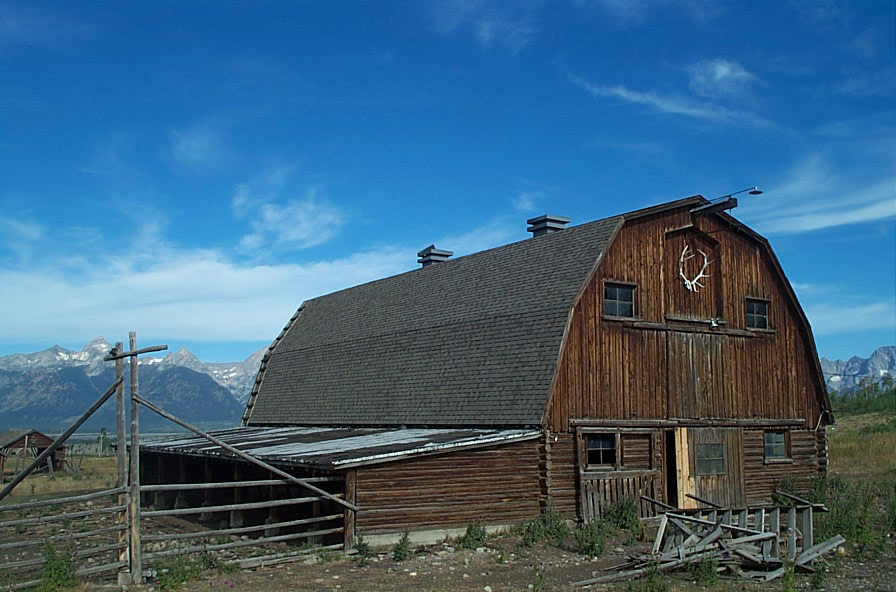
District historique d'Hunter Hereford Ranch.
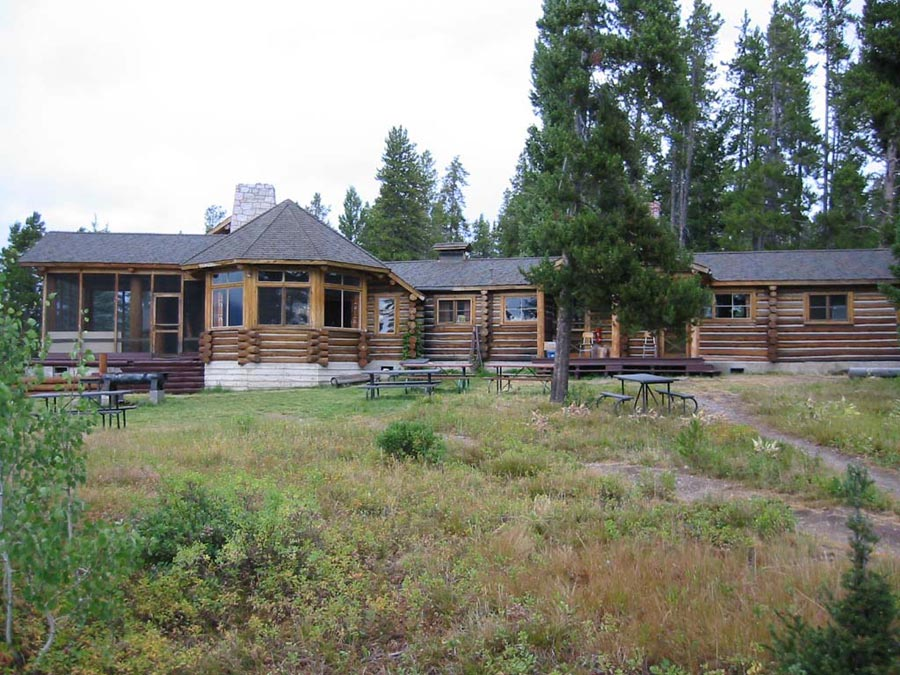
District historique de l'AMK Ranch.
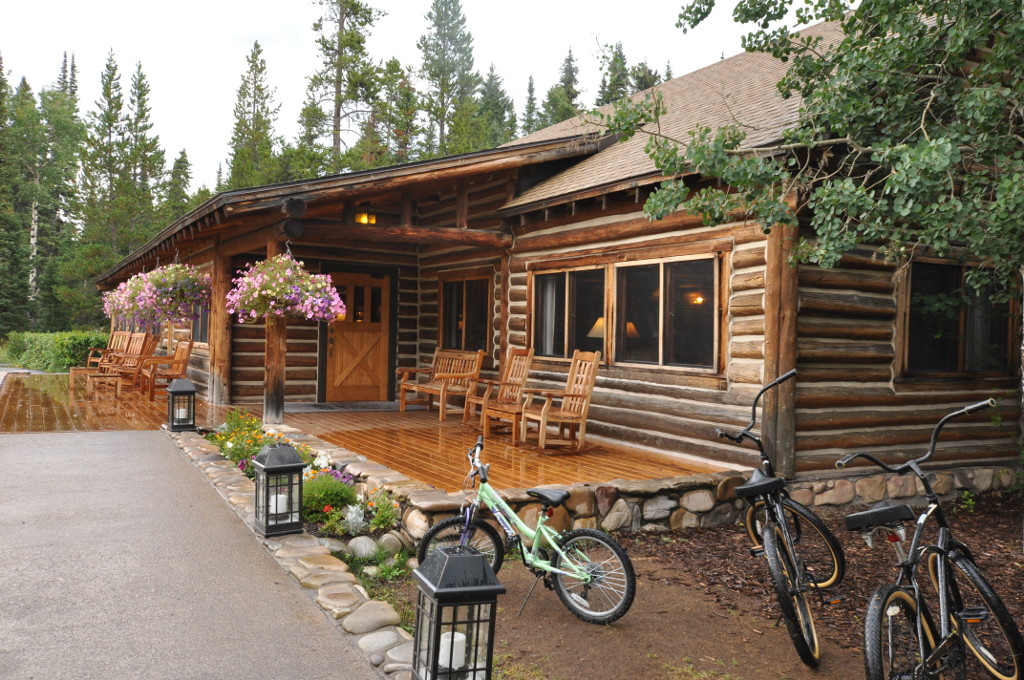
Jenny Lake Lodge

### Lieux et bâtiments protégés
- Une partie du parc national de Yellowstone.
- Jackson Lake Ranger Station
- Manges Cabin
- Upper Granite Canyon Patrol Cabin
- District historique d'Old Administrative Area
- String Lake Comfort Station